# Katrin Göring-Eckardt
Katrin Göring-Eckardt (ur. 3 maja 1966 we Friedrichrodzie) – niemiecka polityk, deputowana do Bundestagu, w latach 2005–2013 i 2021–2025 jego wiceprzewodnicząca, w latach 2009–2013 prezes Synodu Kościoła Ewangelickiego w Niemczech.

## Życiorys
W 1984, po zdaniu matury w Erweiterte Oberschule Gotha, podjęła w Lipsku studia teologiczne, które przerwała w 1988. W okresie NRD nie angażowała się w działalność w oficjalnych organizacjach, pozostając współpracowniczką „Solidarische Kirche”. Podczas przełomu 1989 dołączyła do Demokratycznego Przełomu oraz ruchu Demokracja Teraz. Dołączyła do Związku 90, a po zjednoczeniu do partii Związek 90/Zieloni. Pracowała we frakcji swojego ugrupowania w landtagu Turyngii, pełniła różne funkcje w partyjnych strukturach tej partii.
W 1998 wybrana po raz pierwszy do Bundestagu, reelekcję uzyskiwała w latach 2002, 2005, 2009, 2013, 2017, 2021 i 2025.
Pełniła obowiązki sekretarza generalnego klubu poselskiego (1998–2002) oraz jego współprzewodniczącej (2002–2005). W 2005 wybrana wiceprzewodniczącą Bundestagu z ramienia Zielonych. Pozostała na tej funkcji również w kolejnej kadencji (do 2013), została następnie ponownie współprzewodniczącą frakcji. W 2009 stanęła na czele Synodu Kościoła Ewangelickiego w Niemczech, stanowisko to zajmowała do 2013. Została też członkinią kuratorium Aktion Sühnezeichen Friedensdienste.
W 2013 (obok Jürgena Trittina) i w 2017 (obok Cema Özdemira) była jednym z dwóch głównych kandydatów Zielonych w wyborach federalnych. W 2021 powróciła na funkcję wiceprzewodniczącej niższej izby niemieckiego parlamentu; sprawowała ją do 2025.